# Wound Creations
Albums de Amoral
Other Flesh (démo)
(2002) Decrowning
(2005)
Wound Creations est le premier album studio du groupe de death metal technique finlandais Amoral.
L'album est sorti après deux démos intitulées Desolation et Other Flesh, dont il en contient d'ailleurs les titres: Other Flesh, Nothing Daunted et Metamorphosis.
Le titre Distract, la septième piste de l'album est présent sur le jeu Guitar Hero.
L'album devait d'abord sortir sous le label Rage of Achilles, puis est finalement sorti sous le label Spinefarm Records, avec un titre supplémentaire, Metamorphosis.
L'album est sorti au cours de l'année 2004 sous le label Spinefarm Records.

## Liste des titres
1. The Verge
2. Atrocity Evolution
3. Silent Renewal
4. Solvent
5. The Last Round
6. Other Flesh
7. Distract
8. Nothing Daunted
9. Languor Passage
10. Metamorphosis